# Облево
Облево (пол. Oblewo, нім. Kolbitzbruch) — село в Польщі, у гміні Біла Піська Піського повіту Вармінсько-Мазурського воєводства.
Населення — 94 особи (2011).
У 1975-1998 роках село належало до Сувальського воєводства.

## Демографія
Демографічна структура станом на 31 березня 2011 року:
|          | Загалом | Допрацездатний вік | Працездатний вік | Постпрацездатний вік |
| -------- | ------- | ------------------ | ---------------- | -------------------- |
| Чоловіки | 51      | 11                 | 37               | 3                    |
| Жінки    | 43      | 12                 | 25               | 6                    |
| Разом    | 94      | 23                 | 62               | 9                    |